# Necton
Necton är en ort och civil parish i Storbritannien.   Den ligger i grevskapet Norfolk och riksdelen England, i den sydöstra delen av landet, 140 km norr om huvudstaden London. Necton ligger 50 meter över havet och antalet invånare är 1 761.
Terrängen runt Necton är platt. Runt Necton är det ganska tätbefolkat, med 96 invånare per kvadratkilometer. Närmaste större samhälle är Swaffham, 6,0 km väster om Necton. Trakten runt Necton består till största delen av jordbruksmark.